# Лас-Чоапас
Лас-Чоапас (исп. Las Choapas) — город в Мексике, входит в штат Веракрус, административный центр одноимённого муниципалитета.
По переписи 2005 года население города составляло 40 773 человека, что составляет более половины населения муниципалитета — 70 092 человека. Это очень жаркое место, температура достигает 40 градусов Цельсия. В прошлом здесь случались торнадо.
Связан с общинами Раудалес-Окосокоаутла в штате Чьяпас через мост Чьяпаса.
С 13 сентября 2024 года в Лас-Чоапасе находится остановка линии FA, входящей в состав поезда Tren Interoceánico[6], которая открылась 13 сентября 2024 года